# Revolution (Alternative TV)
Revolution è il nono album di studio del gruppo punk inglese Alternative TV, pubblicato il 27 agosto 2001 da Public Domain Records.
È stato ristampato nel 2003 da Lost Moment Records.

## Tracce
1. Revolution (Perry, Thomas) - 2:35
2. Good Times (Bennett, Burns, Perry, Thomas) - 1:42
3. Urban Kids (Fergusson, Martin, October, Perry) - 3:04
4. In Control (Alternative TV) - 3:06
5. Total Switch Off (Fergusson, Perry) - 2:44
6. Never Going to Give It Up (Cannell, Neish, James Jr. Perry, Phillips) - 2:35
7. On Your Knees (Perry, Thomas) - 3:45
8. Company of Lies (Perry) - 2:40
9. It's Raining (Alternative TV) - 3:49
10. Back to Basics (Perry, Thomas) - 2:51
11. Visions (Perry, Thomas) - 3:12
12. At War (Burns, Perry) - 3:59

### Bonus track (ristampa2003)[2]
1. Communication Failure (Perry) - 4:00
2. Action Time Vision (Burns, Perry) - 2:15

## Crediti[3]
- Mark Perry - voce, percussioni
- Tyrone Thomas - chitarra, voce di sottofondo
- Grahame Hullett - basso, voce di sottofondo, produttore
- John Isaac - batteria
- Kevin Mann - batteria
- Steve Carter - voce di sottofondo
- Siobhan Duvigneau - voce di sottofondo
- Jon Paul Harper - ingegneria del suono